# Sophia Santi
Sophia Santi, pseudonimo di Angela Stettner (Winnipeg, 6 dicembre 1981), è un'ex attrice pornografica canadese.

## Biografia e carriera pornografica
È cresciuta a Vancouver. Si trasferisce a casa di sua madre nello Stato dell'Arizona a 18 anni, quindi a Los Angeles in California all'età di 20 anni. Ha affermato che suo padre è rumeno con ascendenze zingare mentre sua madre è canadese di origini Black Irish, tedesche e cherokee.
Era un vero "maschiaccio" da ragazza: infatti di lei dice "Mi sono slogata ciascuna delle caviglie da otto a dodici volte strappandomi cinque legamenti", con conseguenti difficoltà nell'indossare i tacchi. Durante le scuole superiori ha lavorato come cuoca e successivamente ha frequentato una scuola di cosmetologia.
Comincia la carriera di modella all'età di 14 anni. Ha iniziato a posare in foto per adulti con il nome Natalia Cruz, diventando Penthouse Pet del mese nel novembre del 2002 e Penthouse Pet dell'anno 2005.
Nel 2005, ha firmato un contratto in esclusiva con la casa di produzione di film pornografici Digital Playground. In quel momento, cambia anche il nome in Sophia Santi, affermando di non possedere nessun sito web NataliaCruz.com e di non volere che la persona proprietaria di tale sito potesse speculare su tutto il lavoro di marketing che la Digital Playground faceva per lei. Ad oggi, la sua performance più significativa è in apparenza quella in Island Fever 4.
All'età di 18 anni, Sophia si è fatta realizzare un grande tatuaggio di un drago giapponese, che copre la maggior parte del fianco sinistro. Il testo del tatuaggio è そうぞうする in hiragana; un possibile significato è 想像する ("immaginare"). Ella ha affermato che, dal momento che il tatuaggio è una dipendenza, piuttosto che tanti piccoli tatuaggi, ha preferito avere un grande tatuaggio, in cui si continuerà un lavoro svolto di volta in volta. Lei ha anche un piccolo tatuaggio di una farfalla sul lato destro del suo ventre.
Sophia è interessata alla medicina naturale e alla spiritualità. Inoltre è devota alle Filosofie orientali dell'Ayurveda e del Tantra.
Si descrive con orientamento bisessuale.

## Riconoscimenti
- AVN Awards
  - 2007 – Best All-Girl Sex Scene (video) per Island Fever 4 con Jesse Jane, Teagan Presley e Jana Cova[8]
  - 2008 – Best All-Girl Sex Scene (video) per Babysitters con Alektra Blue, Sammi Rhodes, Angie Savage e Lexxi Tyler[9]
  - 2009 – Best All-Girl Sex Scene (film) per Cheerleaders con Jesse Jane, Shay Jordan, Stoya, Adrianna Lynn, Brianna Love, Lexxi Tyler, Memphis Monroe e Priya Rai[10]

## Filmografia

### Attrice
- Dirty Work (2003)
- Aria's House of Ecstasy (2005)
- Aria's Secret Desires (2005)
- Mrs. Behavin' (2005)
- Posh Kitten (2005)
- Three's Cumpany (2005)
- Way of the Dragon (2005)
- Deep in Style (2006)
- Deeper 1 (2006)
- Island Fever 4 (2006)
- Jack's Playground 32 (2006)
- Peek: Diary of a Voyeur (2006)
- Teagan's Juice (2006)
- Tryst (2006)
- Virtual Sex with Sophia Santi (2006)
- Babysitters (2007)
- Jack's Big Ass Show 6 (2007)
- Jack's Leg Show 3 (2007)
- Jack's My First Porn 8 (2007)
- Jack's Playground 36 (2007)
- Jack's Teen America 18 (2007)
- Jack's Teen America 19 (2007)
- Jana Cova in Blue (2007)
- Mademoiselle (2007)
- Screen Dreams 1 (2007)
- Sexual Freak 6: Sophia Santi (2007)
- Sophia Santi: Juice (2007)
- Sophia Santi: Scream (2007)
- Belladonna's Evil Pink 4 (2008)
- Bree and Sasha (2008)
- Cheerleaders (2008)
- Chop Shop Chicas (2008)
- Dreams and Desires (2008)
- Finger Licking Good 6 (2008)
- Four Finger Club 26 (2008)
- Girls Will Be Girls 4 (2008)
- Jack's Big Tit Show 6 (2008)
- Jack's My First Porn 10 (2008)
- Jack's Teen America 20 (2008)
- Jana Cova: Erotique (2008)
- Lascivious Latinas 7 (2008)
- Lipstick Jungle (2008)
- Masks and Capes, Ropes and Gags (2008)
- MILF Next Door 5 (2008)
- Naked Aces 4 (2008)
- Night Trips: A Dark Odyssey (2008)
- Screen Dreams 3 (2008)
- She's Cumming 1 (2008)
- Slave for a Night (2008)
- Sweat 5 (2008)
- Swimsuit Calendar Girls 1 (2008)
- Wicked (2008)
- Wicked Wives: A Voyeur's Diary (2008)
- Boundaries 6 (2009)
- Girl Play (2009)
- Girlvana 5 (2009)
- Jack's My First Porn 11 (2009)
- Molly's Life 3 (2009)
- Pornstarslick (2009)
- Sophia Santi in White (2009)
- Sophia Santi: Belle (2009)
- Sophia Santi: Erotique (2009)
- Suze Randall's XXX Top Models: Nikki Jayne (2009)
- All By Myself 4 (2010)
- For Her Tongue Only (2010)
- Fox Holes 2 (2010)
- Just Girls (2010)
- Just You And Me (2010)
- Live Gonzo 1 (2010)
- Meow 1 (2010)
- My Evil Sluts 7 (2010)
- Nyomi Banxxx Is Hardcore (2010)
- Power Munch 5 (2010)
- Speed (2010)
- This Ain't Hawaii Five-O XXX (2010)
- Vampire Sex Diaries (2010)
- Bombshells 2 (2011)
- Boom Boom Flick 4 (2011)
- Dark Fantasy (2011)
- Girlfriend's Revenge 1 (2011)
- Guilty Pleasures 1 (2011)
- Jack's POV 18 (2011)
- Magical Feet 14 (2011)
- Massive Facials 3 (2011)
- Men in Uniform Love Big Tits (2011)
- MILF Soup 18 (2011)
- Million Dollar Hoax (2011)
- Mission Asspossible (2011)
- My Roommate's a Lesbian 2 (2011)
- Official Revenge of the Nerds Parody (2011)
- Popular Demand (2011)
- Pretty in Pink (2011)
- Prison Girls (2011)
- Sexual Obsession (2011)
- Sophia Santi's Black Addicktion (2011)
- Young Hot and Lesbian (2011)
- Babe Buffet: All You Can Eat (2012)
- Crazy for Lingerie 3 (2012)
- Gangbanged 4 (2012)
- Just Tease 3 (2012)
- Orgy: The XXX Championship 2 (2012)
- Private Gold 135: Dirty Diamonds (2012)
- Private Specials 53: Sex Boat 1 (2012)
- Straight to Sex (2012)
- Island Fever 4 - Scene 4 (2014)
- Island Fever 4 - Scene 6 (2014)
- Women Seeking Women 126 (2016)

### Regista
- Sophia Santi's Black Addicktion (2011)